# Petrovec, Nordmakedonien
Petrovec är en ort i Nordmakedonien. Den är huvudort i kommunen med samma namn, i den centrala delen av landet, 16 kilometer öster om huvudstaden Skopje. Petrovec ligger 225 meter över havet och antalet invånare är 8 298.